# Стефаниц, Иван Александрович
Ива́н Алекса́ндрович Стефа́ниц (1850—1902) — русский архитектор, академик и профессор архитектуры Императорской Академии художеств.

## Биография
Начальное образование получил в лютеранском училище при церкви св. Петра и Павла. Вольнослушатель Императорской Академии художеств (1867—1868), ученик Академии (1868–1873) у архитектора А. И. Кракау. Получил медали Академии художеств: большая поощрительная (1870), большая и малая серебряные медали (1871), малая золотая медаль (1872) за «проект каменного, крытого с железными стропилами рынка для продажи съестных припасов в столичном городе»; большую золотую медаль (1873) за «Проект Биржи». Звание классного художника 1-й степени (1873). Был отправлен пенсионером Академии художеств на 6 лет, из которых два года провёл в России (1874—1876), пенсионер Академии за границей (Испания, Франция, Италия, 1876–1881). Звание академика (1881), и.д. адъюнкт-профессора (1883), звание профессора (1892). Был оставлен за штатом (1894) по случаю введения нового устава Академии художеств.
Преподавал в Академии художеств (1883–1894). Член строительного комитета Ведомств учреждений императрицы Марии Фёдоровны (1888–1902). Действительный член Петербургского общества архитекторов (c 1881 года).
В 1899 году произведён в чин статского советника. Имел награды: орден Святой Анны 2-й степени (1900). Скончался 26 ноября (9 декабря) 1902 года, похоронен на Смоленском лютеранском кладбище.

## Проекты и постройки
- Усыпальница на могиле Д. М. Пожарского (по проекту А. М. Горностаева, участие в строительстве)[7]. Суздаль, Спасо-Евфимиев монастырь (не сохранилась);
- Покровская церковь в Егерской слободе (по проекту архитектора Д. И. Гримма)[8]. Гатчина, Круговая улица, 7 (1886—1888)[9];
- Дворец А. А. Половцева в усадьбе Рапти (совместно с Л. Х. Маршнером). Деревня Рапти, Лужский район Ленинградской области (1886—1892, не сохранился);
- Выставочные павильоны для Нижегородской выставки 1896 года (1893)[10];
- Николаевский дворец (реконструкция для размещения Ксениинского института, совместно с архитектором Р. А. Гедике). Санкт-Петербург, Площадь Труда, 4 (1894—1895).